# 보이저 2호
보이저 2호(영어: Voyager 2)는 1977년 8월 20일 발사된 NASA의 보이저 계획 중 하나인 우주 탐사선이다. 목성과 토성 같은 거대 기체 행성을 향한 궤도로 발사되어 천왕성 및 해왕성과 같은 거대 얼음 행성과도 추가 접촉에 성공했다. 거대 얼음 행성을 방문한 유일한 우주선으로 태양 탈출 속도를 달성한 다섯 우주선 중 3번째로 태양계를 탈출했다. 쌍둥이인 보이저 1호보다 16일 먼저 발사되었으며 외행성 연구로 시작되어 태양의 태양권 너머 성간공간을 연구하는 확장 연구로 이어졌다.
보이저 2호는 1979년 목성계, 1981년 토성계, 1986년 천왕성계, 1989년 해왕성계를 방문한다는 주요 임무를 완수했다. 현재는 탐사선이 성간매질을 연구하는 확장 연구를 수행하고 있다. 2025년 5월 기준 지구로부터 139.30 천문단위 (20.8×109 km) 떨어진 공간에 있다.
이 탐사선은 2018년 11월 5일 태양으로부터 119.7 천문단위 (17.9×109 km) 떨어진 지점에서 성간매질 공간에 진입했으며, 태양에 대해 15.341 킬로미터 매 초 (55,230 km/h)의 상대속도로 멀어졌다. 보이저 2호는 태양권을 떠나 성간공간을 통과하고 있지만, 여전히 태양계 안에 있는 상황이다. 이는 2012년에 성간 공간에 도달한 보이저 1호에 이어 2번째로 합류한 것이다. 보이저 2호는 성간 플라스마의 밀도와 온도를 최초로 직접 측정하기 시작했다.
보이저 2호는 NASA의 심우주 통신망을 통해 지구와 통신한다. 통신은 오스트레일리아 캔버라 인근에 있는 캔버라 심우주 통신단지 DSS 43 통신 안테나와 한다.

## 임무 배경

### 역사
초기 우주 시대에 1970년대 후반 주기적인 외행성 합충이 일어나 당시 새롭게 발명된 스윙바이 기술을 이용하여 목성, 토성, 천왕성, 해왕성을 한번에 방문할 수 있다는 사실을 알았다. NASA는 탐사선 두대로 구성된 두 임무로 하나는 목성, 토성, 명왕성을 방문하고 다른 하나는 목성, 천왕성, 해왕성을 방문한다는 행성 대탐사 계획을 수립했다. 임무 전체 기간 동안 우주선이 계속 유지할 수 있게 모든 시스템을 이중화하여 설계했다. 하지만 1972년에 이르면 이 계획이 축소되어 매리너 계획의 두 파생 탐사선인 목성-토성 탐사선 임무 수준으로 줄어들었다. 임무 기간 소요 비용을 줄이기 위해 목성과 토성만 스윙바이로 접근한다는 계산이었지만 이후에 가능한 경우 행성 대탐사 계획을 이어서 진행할 수 있도록 설계했다.:263 프로그램이 진척되면서 임무명이 "보이저"로 변경되었다.
보이저 1호의 주임무는 목성, 토성과 토성의 가장 큰 위성인 타이탄을 탐사하는 것이다. 보이저 2호 또한 목성과 토성을 탐사하지만 이후 천왕성과 해왕성을 향해가거나 보이저 1호의 실패 가능성에 대비해 예비로 타이탄으로 갈 수 있는 궤도를 선택했다. 보이저 1호의 임무가 성공적으로 완수되면 보이저 2호는 천왕성과 해왕성을 방문하여 연장 임무를 받게 된다. 1979년 파이어니어 11호가 촬영한 사진에서 타이탄의 대기가 매우 복잡하다는 사실이 밝혀지며 관심이 매우 높아지면서 중요한 탐사 목표로 선택되었다. 따라서 임무 궤도는 최적의 타이탄 스윙바이를 하는 경로로 짜여졌다.

### 우주선 설계

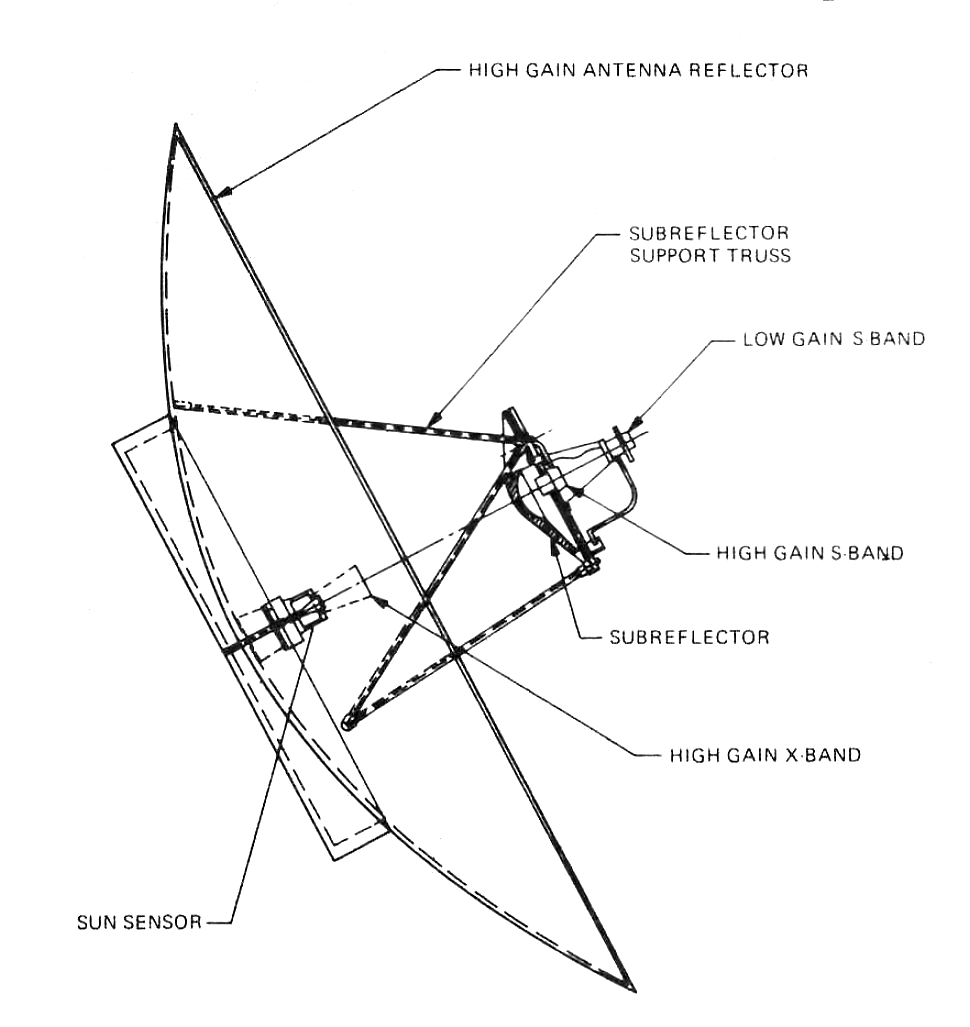
보이저 탐사선에 사용된 직경 3.7 m 고이득 지향성 안테나의 모습

보이저 2호는 제트추진연구소가 제작했다. 하이드라진 추진체 16기, 3축 안정화 자이로스코프, 탐사선의 전파 안테나가 계속 지구를 향하도록 유지하는 태양 추적기/카노푸스 추적기로 구성된 자세 제어 장비를 가지고 있다. 이 장비를 합쳐 자세 및 각도 제어 하위체계(AACS)라 부르며 주 기기와 함께 예비 추진기 8기도 같이 포함된다. 탐사선 내에는 우주를 여행하던 도중 행성 등을 마주쳤을 때 연구할 수 있는 11개 과학 연구 장비도 갖춰져 있다.

#### 통신 체계
보이저 2호에 달린 통신 체계는 태양계의 경계를 넘어서까지 사용할 수 있도록 설계되었다. 보이저 호에 달려 있는 지름 3.7 m의 고이득 지향성 카세그레인 안테나를 통해 지구에 있는 3곳의 심우주 통신망과 전파를 송수신할 수 있다. 통신은 목성 거리에선 S 밴드(13 cm 파장)와 X 밴드(3.6 cm 파장)으로 초당 약 115.2 kbits의 속도로 통신하며 역제곱 법칙에 따라 거리가 멀어질수록 통신 속도는 반비례해 급격히 줄어든다. 만약 탐사선이 지구와 통신이 불가능한 경우 약 64 MB 크기의 디지털 테이프 레코더(DTR)가 데이터를 저장해 통신이 가능한 다른 시간대에 전송한다.

#### 전력
보이저 2호에는 수백 와트급 방사성동위원소 열전기 발전기(RTG) 3개가 전력을 공급했다. 각 MHW-RTG는 압착된 플루토늄-238 산화 구체 24개가 들어 있다. RTG는 제조 당시 각각 157 W, 총 합쳐 전부 470 W의 전력을 생산(87.7년마다 절반으로 감소)했으며 나머지는 폐열로 소모되었다. RTG의 출력은 연료의 반감기 87.7년과 열전대의 열화로 시간이 지나면서 점점 감소하며 2020년까지 모든 기기 작동을 보장하며 2023년 초까진 5개 과학 장비에 전력을 계속 공급할 수 있다고 예상했다. 2023년 4월 JPL은 기판 안전 조치를 위해 예비 전원을 사용하기 시작했다. 그 결과 5개 기기는 2026년까지 작동이 보장된다. 2024년 10월 NASA는 플라스마 과학 기기의 전원을 끄고 나머지 4개 기기에 전원을 돌린다고 발표했다.

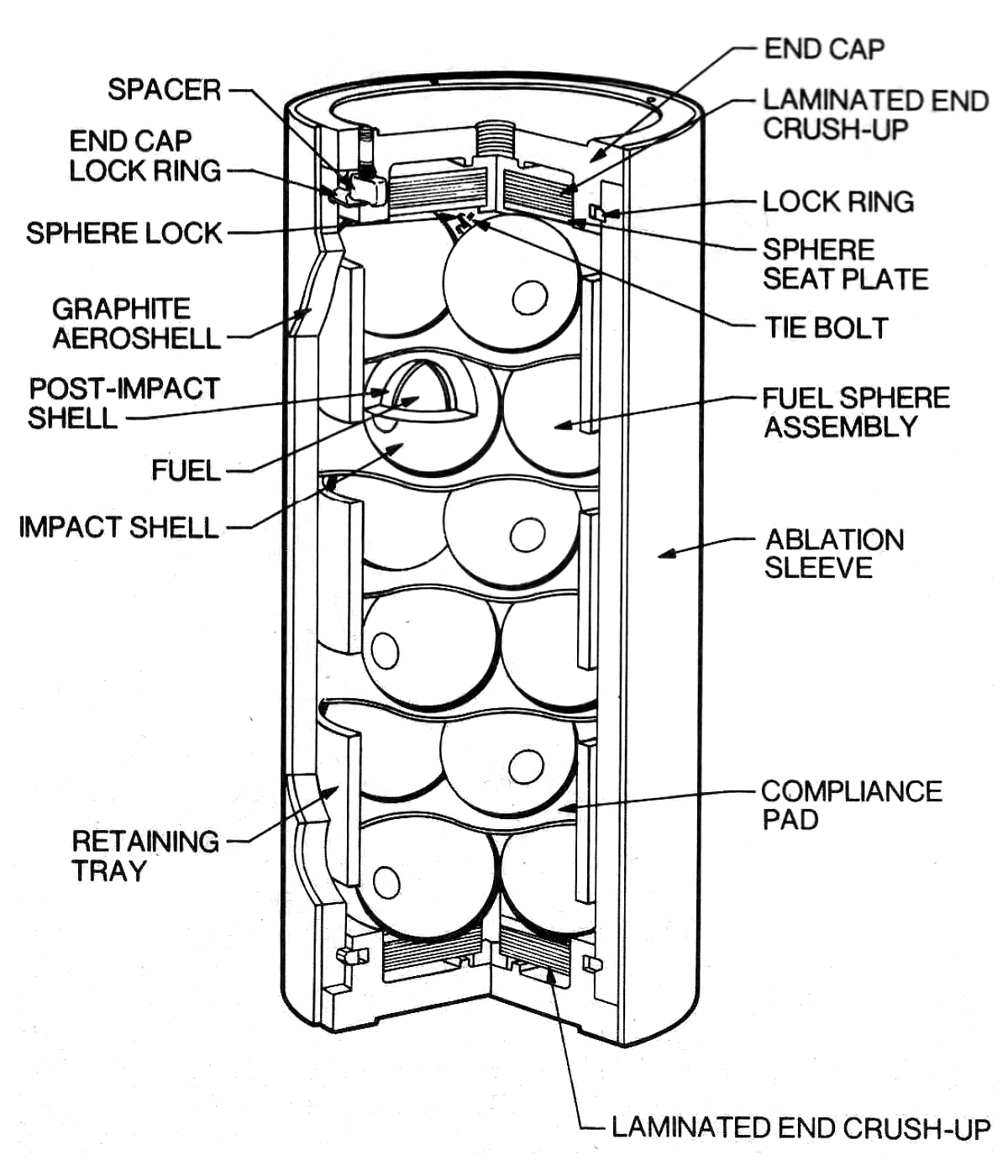
RTG의 연료가 채워져 있는 통의 모습. 가운데 들어있는 구가 플루토늄-238 산화 구체이다.
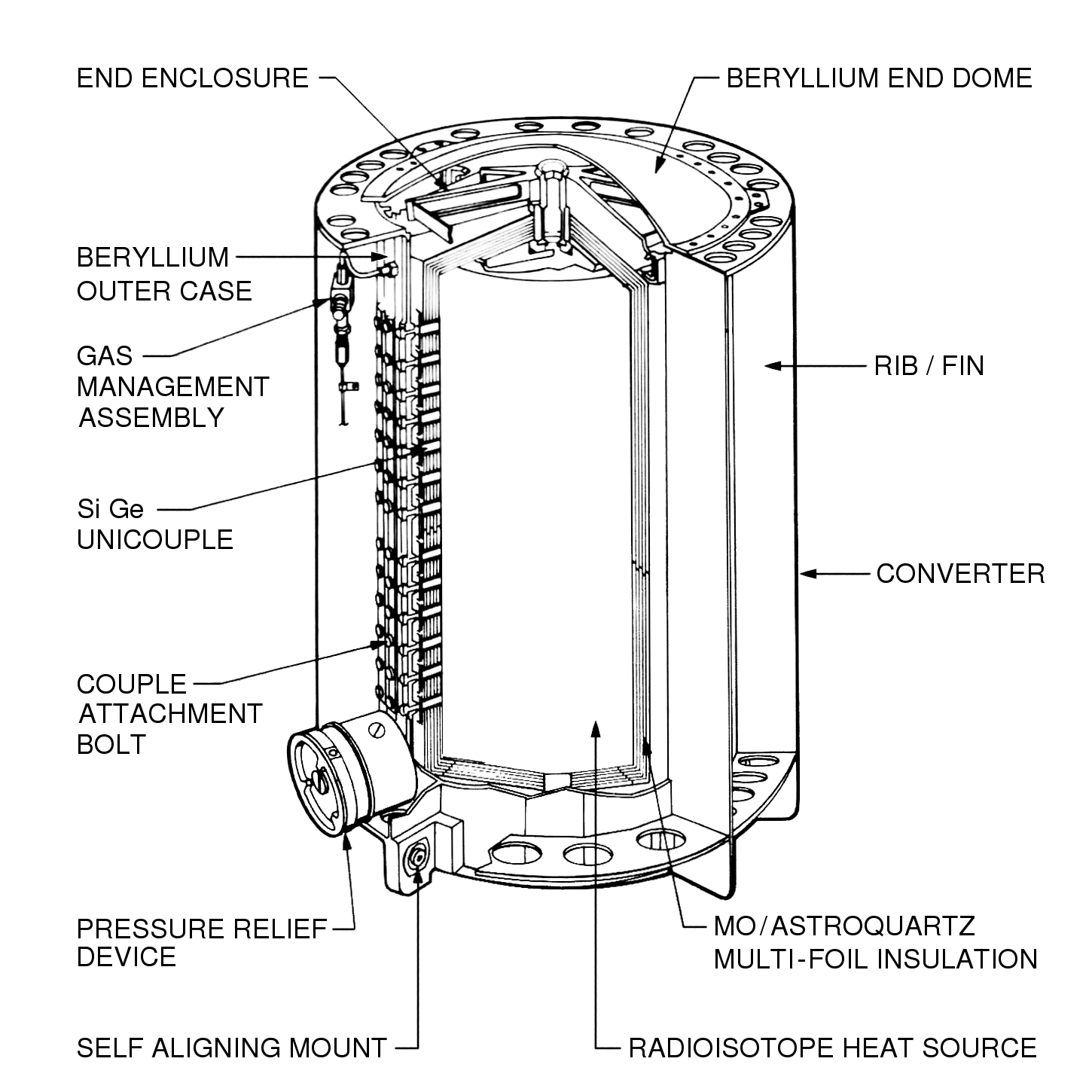
RTG의 셸의 모습. 규소-저마늄 열전대가 전력을 공급한다.
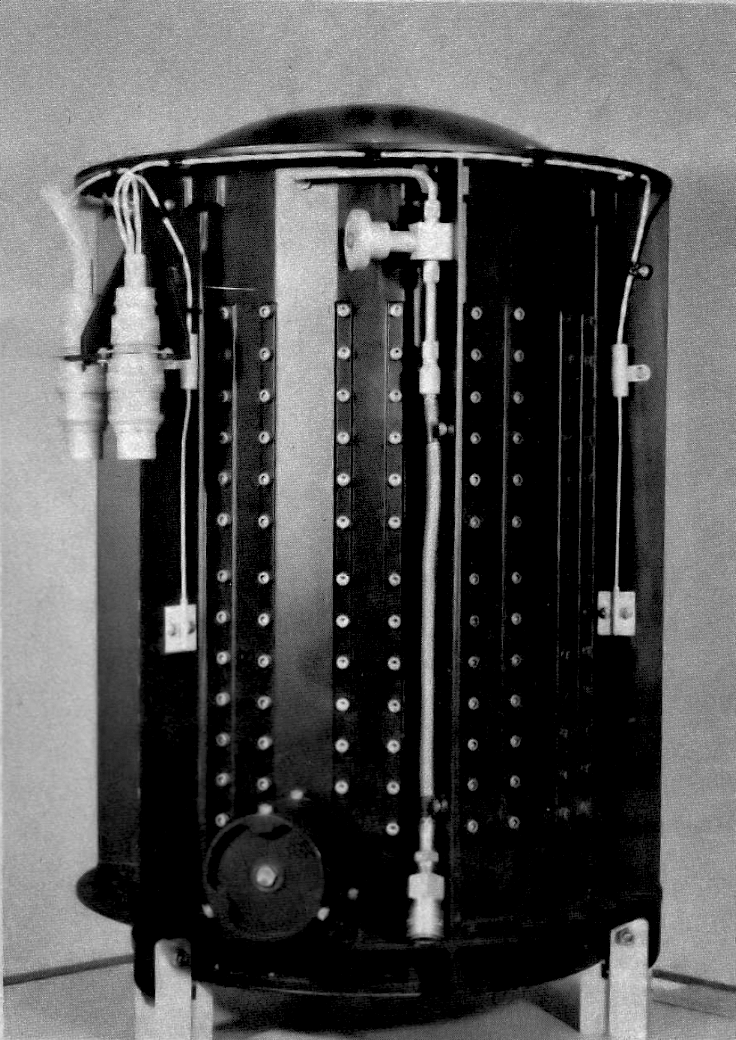
RTG 모형의 모습

#### 자세 및 각도 제어
총 무게 825 kg으로 목성 궤도까지 추진하기 위해 필요한 에너지 때문에 우주선에는 고체 로켓 모터 1,123 kg과 히드라진 일원추진체 8개로 구성된 로켓 모듈이 장착되었으며 이 중 4개는 피치, 요 자세 제어용이고 나머지 4개는 롤 자세 제어용으로 설계되었다. 추진체는 목성까지 향하는 연소 성공 직후 폐기되었다.
탐사선 내에 있는 하이드라진 에어로젯 MR-103 추진체 16기가 자세를 제어한다. 이 중 4개는 궤도 수정 기동을 시행하는데 사용되며 나머지는 3개 축에서 우주선을 안정화시키는 2개 중복된 추진기가 총 6기로 묶여 있다. 자세 제어를 할 땐 1개 분기 추진기만 사용한다.
추진기는 직경 70 cm의 구형 티타늄 탱크 하나에 담긴 연료를 공급받는다. 발사 당시에는 총 100 kg의 하이드라진 연료가 있어 2034년까지 사용 가능한 충분한 연료가 있다.

#### 과학 기기
| 협각 카메라 | 협각 카메라 | 협각 카메라 | 협각 카메라 |
| 이름        | 파장        | 스펙트럼    | 민감도      |
| ----------- | ----------- | ----------- | ----------- |
| 0 – Clear   | 280–640 nm  |             |             |
| 4 – Clear   | 280–640 nm  |             |             |
| 7 – UV      | 280–370 nm  |             |             |
| 1 – Violet  | 350–450 nm  |             |             |
| 2 – Blue    | 430–530 nm  |             |             |
| 5 – Green   | 530–640 nm  |             |             |
| 6 – Green   | 530–640 nm  |             |             |
| 3 – Orange  | 590–640 nm  |             |             |

| 광각 카메라 | 광각 카메라 | 광각 카메라 | 광각 카메라 |
| 이름        | 파장        | 스펙트럼    | 민감도      |
| ----------- | ----------- | ----------- | ----------- |
| 2 – Clear   | 280–640 nm  |             |             |
| 3 – Violet  | 350–450 nm  |             |             |
| 1 – Blue    | 430–530 nm  |             |             |
| 6 – CH4-U   | 536–546 nm  |             |             |
| 5 – Green   | 530–640 nm  |             |             |
| 4 – Na-D    | 588–590 nm  |             |             |
| 7 – Orange  | 590–640 nm  |             |             |
| 0 – CH4-JST | 614–624 nm  |             |             |

| 협각 카메라 | 협각 카메라 | 협각 카메라 | 협각 카메라 |
| 이름        | 파장        | 스펙트럼    | 민감도      |
| ----------- | ----------- | ----------- | ----------- |
| 0 – Clear   | 280–640 nm  |             |             |
| 4 – Clear   | 280–640 nm  |             |             |
| 7 – UV      | 280–370 nm  |             |             |
| 1 – Violet  | 350–450 nm  |             |             |
| 2 – Blue    | 430–530 nm  |             |             |
| 5 – Green   | 530–640 nm  |             |             |
| 6 – Green   | 530–640 nm  |             |             |
| 3 – Orange  | 590–640 nm  |             |             |

| 광각 카메라 | 광각 카메라 | 광각 카메라 | 광각 카메라 |
| 이름        | 파장        | 스펙트럼    | 민감도      |
| ----------- | ----------- | ----------- | ----------- |
| 2 – Clear   | 280–640 nm  |             |             |
| 3 – Violet  | 350–450 nm  |             |             |
| 1 – Blue    | 430–530 nm  |             |             |
| 6 – CH4-U   | 536–546 nm  |             |             |
| 5 – Green   | 530–640 nm  |             |             |
| 4 – Na-D    | 588–590 nm  |             |             |
| 7 – Orange  | 590–640 nm  |             |             |
| 0 – CH4-JST | 614–624 nm  |             |             |

탐사선 사진
- 1976년 3월 12일 JPL의 태양광 테스트실 안에 있는 보이저 2호의 모습
- 보이저 2호를 조립하는 모습
- 보이저 2호의 비행 모듈을 점검하는 모습

 위키미디어 공용에 보이저 탐사선 관련 미디어 자료가 있습니다.

## 임무 과정

### 임무 연표
| 보이저 2호의 궤적 그림                                                                                                | 보이저 2호의 궤적 그림                                                 |
| --- | ---------------------------------------------------------------------- |
| 지구에서 바라본 보이저 2호의 궤적 모습. 1989년 해왕성 탐사 이후 황도에서 벗어나 현재는 공작자리를 향해 비행하고 있다. |                                                                        |
| 태양계 위에서 바라본 보이저 2호의 궤적                                                                                | 태양계 측면에서 바라본 보이저 2호의 궤적. 황도가 회색으로 그려져 있다. |

| 날짜       | 사건                                                              |
| ---------- | ----------------------------------------------------------------- |
| 1977-08-20 | 14:29:00 UTC에 우주선을 발사하다.                                 |
| 1977-12-10 | 소행성대에 진입한다.                                              |
| 1977-12-19 | 보이저 1호가 보이저 2호를 추월하다. (다이어그램 참조)             |
| 1978-06    | 주전파수신기가 고장났다. 남은 임무는 예비 수신기를 통해 진행했다. |
| 1978-10-21 | 소행성대를 탈출하다.                                              |
| 1979-04-25 | 목성 관측 단계가 시작되었다.                                      |
| 1979-07-08 | 목성계에 진입하기 시작하다.                                       |
| 012:21     | 칼리스토를 214,930 km 거리를 두고 접근 통과하다.                  |
| 1979-07-09 |                                                                   |
| 007:14     | 가니메데를 62,130 km 거리를 두고 접근 통과하다.                   |
| 017:53     | 유로파를 205,720 km 거리를 두고 접근 통과하다.                    |
| 020:01     | 아말테아를 558,370 km 거리를 두고 접근 통과하다.                  |
| 022:29     | 목성을 질량 중심 기준 721,670 km 거리를 두고 최근접해 지나가다.   |
| 023:17     | 이로를 1,129,900 km 거리를 두고 접근 통과하다.                    |
| 1979-08-05 | 목성 관측기 종료                                                  |
| 1981-06-05 | 토성 관측 단계가 시작되었다.                                      |
| 1981-08-22 | 토성계에 진입하기 시작하다.                                       |
| 001:26:57  | 이아페투스를 908,680 km 거리를 두고 접근 통과하다.                |
| 1981-08-25 |                                                                   |
| 001:25:26  | 히페리온을 431,370 km 거리를 두고 접근 통과하다.                  |
| 009:37:46  | 타이탄을 666,190 km 거리를 두고 접근 통과하다.                    |
| 022:57:33  | 헬레네를 314,090 km 거리를 두고 접근 통과하다.                    |
| 1981-08-26 |                                                                   |
| 001:04:32  | 디오네를 502,310 km 거리를 두고 접근 통과하다.                    |
| 002:22:17  | 칼립소를 151,590 km 거리를 두고 접근 통과하다.                    |
| 002:24:26  | 미마스를 309,930 km 거리를 두고 접근 통과하다.                    |
| 003:19:18  | 판도라를 107,000 km 거리를 두고 접근 통과하다.                    |
| 003:24:05  | 토성을 질량 중심 기준 161,000 km 거리를 두고 최근접해 지나가다.   |
| 003:33:02  | 아틀라스를 287,000 km 거리를 두고 접근 통과하다.                  |
| 003:45:16  | 엔셀라두스를 87,010 km 거리를 두고 접근 통과하다.                 |
| 004:05:04  | 야누스를 223,000 km 거리를 두고 접근 통과하다.                    |
| 004:05:56  | 에피메테우스를 147,000 km 거리를 두고 접근 통과하다.              |
| 006:02:47  | 텔레스토를 270,000 km 거리를 두고 접근 통과하다.                  |
| 006:12:30  | 테티스를 93,010 km 거리를 두고 접근 통과하다.                     |
| 006:28:48  | 레아를 645,260 km 거리를 두고 접근 통과하다.                      |
| 1981-09-04 |                                                                   |
| 001:22:34  | 포에베를 2,075,640 km 거리를 두고 접근 통과하다.                  |
| 1981-09-25 | 토성 관측기 종료                                                  |
| 1985-11-04 | 천왕성 관측 단계가 시작되었다.                                    |
| 1986-01-24 | 천왕성계에 진입하기 시작하다.                                     |
| 016:50     | 미란다를 29,000 km 거리를 두고 접근 통과하다.                     |
| 017:25     | 아리엘를 127,000 km 거리를 두고 접근 통과하다.                    |
| 017:25     | 움브리엘를 325,000 km 거리를 두고 접근 통과하다.                  |
| 017:25     | 티타니아를 365,200 km 거리를 두고 접근 통과하다.                  |
| 017:25     | 오베론를 470,600 km 거리를 두고 접근 통과하다.                    |
| 017:59:47  | 천왕성을 질량 중심 기준 107,000 km 거리를 두고 최근접해 지나가다. |
| 1986-02-25 | 천왕성 관측기 종료                                                |
| 1987-08-20 | 14:29:00 UTC 기준 발사 10주년을 달성했다.                         |
| 1989-06-05 | 해왕성 관측 단계가 시작되었다.                                    |
| 1989-08-25 | 해왕성계에 진입하기 시작하다.                                     |
| 003:56:36  | 해왕성을 질량 중심 기준 4,950 km 거리를 두고 최근접해 지나가다.   |
| 004:41     | 갈라테아를 18,360 km 거리를 두고 접근 통과하다.                   |
| 004:51     | 라리사를 60,180 km 거리를 두고 접근 통과하다.                     |
| 005:29     | 프로테우스를 97,860 km 거리를 두고 접근 통과하다.                 |
| 009:23     | 트리톤을 39,800 km 거리를 두고 접근 통과하다.                     |
| 1989-10-02 | 해왕성 관측기 종료                                                |
| 1989-10-02 | 확장 임무가 시작되었다.                                           |

| 확장 임무  | 확장 임무                                                                                             |
| ---------- | --- |
| 1997-08-20 | 14:29:00 UTC 기준 발사 20주년을 달성했다.                                                             |
| 1998-11-13 | 스캔 플랫폼과 자외선 관련 과학기기의 작동이 중단되었다.                                               |
| 2007-08-20 | 14:29:00 UTC 기준 발사 30주년을 달성했다.                                                             |
| 2007-09-06 | 디지털 테이프 레코더(DTR)의 작동이 중단되었다.                                                        |
| 2008-02-22 | 행성 전파 천문 조사 체계 기기의 작동이 중단되다.                                                      |
| 2011-11-07 | 전력 보존을 위해 예비 추진기로 전환되었다.                                                            |
| 2017-08-20 | 14:29:00 UTC 기준 발사 40주년을 달성했다.                                                             |
| 2018-11-05 | 보이저 2호가 태양권계면을 통과해 성간공간에 진입하다.                                                 |
| 2023-07-18 | 보이저 2호가 파이어니어 10호를 제치면서 태양을 기준으로 2번째로 가장 멀리 떨어진 인조물로 기록되었다. |
| 2024-10    | 플라스마 과학 기기의 작동이 중단되었다.                                                               |
| 2025-03-24 | 저에너지 하전 입자 실험 기기의 작동이 중단되었다.                                                     |

### 발사와 궤적
보이저 2호 탐사선은 1977년 8월 20일 케이프커내버럴 제41우주발사단지에서 타이탄 IIIE/센타우르 발사체에 실려 발사되었다. 2주 후인 1977년 9월 5일에 쌍둥이 탐사선인 보이저 1호가 발사되었다. 하지만 발사 궤도상 보이저 2호가 더 긴 원형 궤도로 발사되었기 때문에 더 늦게 출발한 보이저 1호가 더 빨리 목성과 토성에 도달했다.
보이저 1호의 초기 궤도는 토성의 궤도 거리인 9.5 천문단위 (14.2×108 km)에 약간 못 미치는 8.9 천문단위 (13.3×108 km)의 원일점 거리를 가졌다. 보이저 2호의 원일점 거리도 토성의 궤도 거리보다 짧은  6.2 천문단위 (9.3×108 km)였다.
1978년 4월 일정 기간 보이저 2호에 명령이 전송되지 않아 우주선이 주 무선수신기에서 예비 무선수신기로 사용처가 변경되었다. 얼마 후 주 무선수신기가 완전히 고장났다. 예비 무선수신기는 작동했지만 수신기 내 축전기의 고장으로 인해 정확한 주파수로 전송된 주파수의 데이터만 수신할 수 있었고 지구의 자전 효과(도플러 효과의 일종), 내장 컴퓨터의 온도 등등 여러 이유 때문에 지구에서 보내는 신호의 주파수는 정확한 주파수에서 약간씩 바뀌어 전송이 힘든 상태가 되었다.

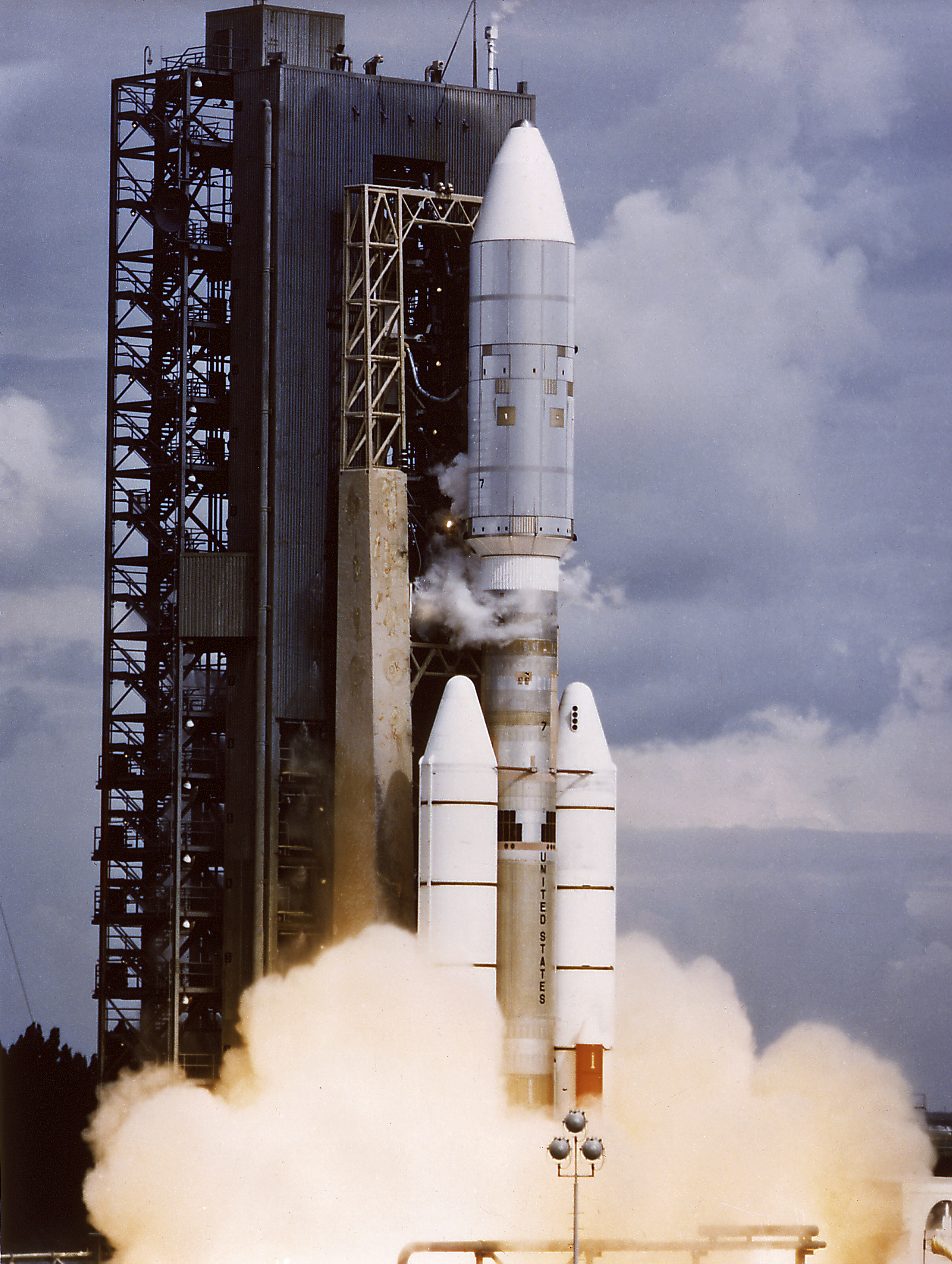
1977년 8월 20일 타이탄 IIIE/센타우르 발사체에 실린 보이저 2호가 발사되는 모습
1977년 8월 20일부터 2000년 8월 20일까지 보이저 2호의 궤도를 그린 애니메이션 보이저 2호 ·   지구 ·   목성  ·   토성 ·   천왕성  ·   해왕성  ·   태양
보이저 2호의 초기 임무 궤적도
보이저 2호의 태양 기준 거리와 태양 기준 속도를 그린 그래프. 목성, 토성, 천왕성, 해왕성의 중력을 통해 우주선이 가속되었다.[a]

### 목성 탐사

목성 인근을 비행한 보이저 2호의 탐사 궤적 애니메이션
보이저 2호·
목성·
이오·
유로파·
가니메데·
칼리스토

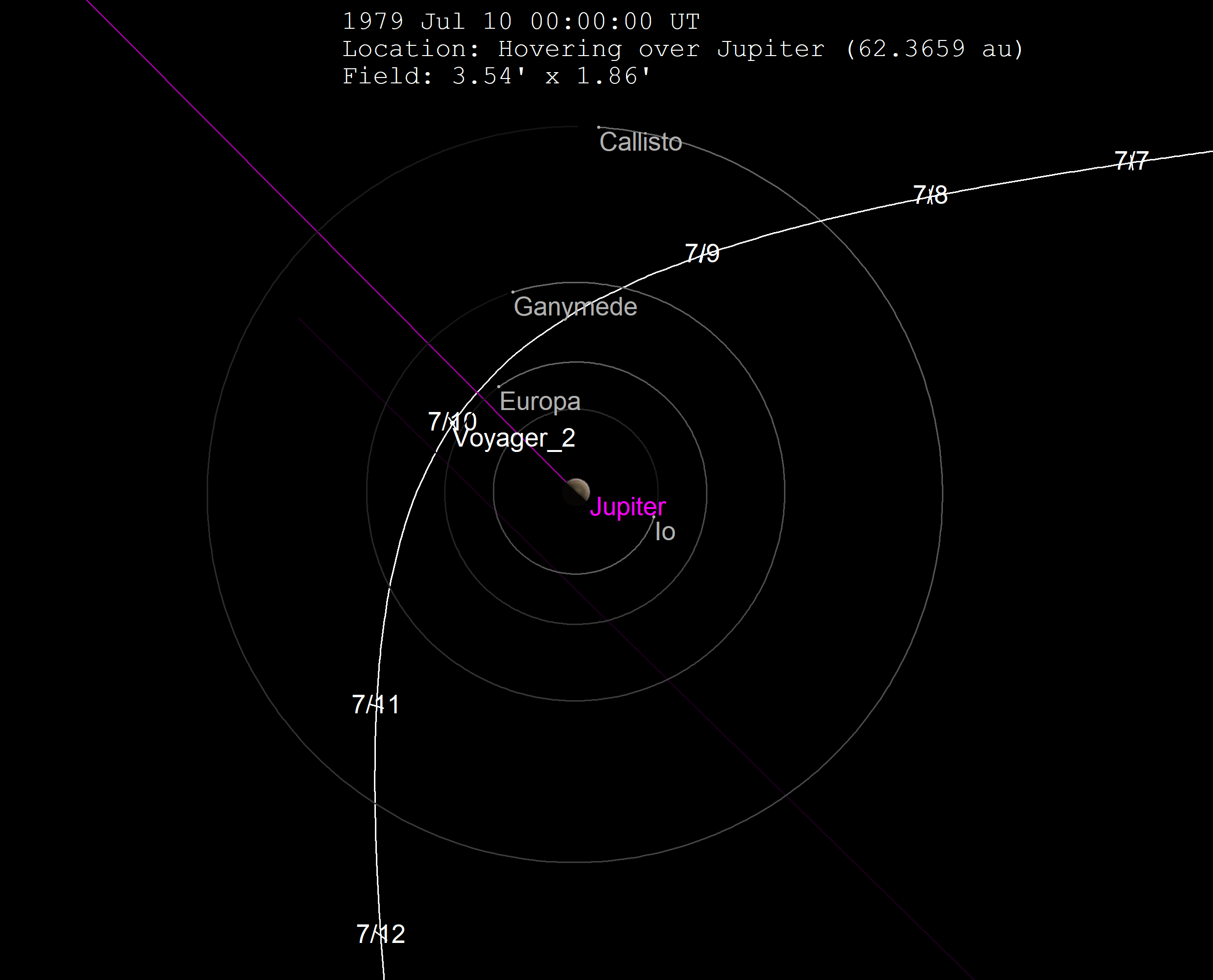
목성계를 통과한 보이저 2호의 궤적 지도

보이저 2호는 1979년 7월 9일 22시 29분(UT)에 목성에 최근접했다. 목성 구름 꼭대기 기준 57만 km 거리까지 근접했다. 보이저 호의 관측을 통해 목성의 대적점이 시계 반대 방향으로 움직이는 복잡한 폭풍으로 밝혀졌다. 또한 목성의 줄무늬 구름 전체에서 기타 작은 폭풍과 소용돌이도 발견했다.
보이저 2호는 목성과 그 위성인 아말테아, 이오, 칼리스토, 가니메데, 유로파를 촬영했다. 10시간의 "화산 감시" 시간 동안 보이저 1호가 관측했던 위성 이오의 활화산 활동을 재관측해 이를 확인하고, 이전에 탐사한 이후 4개월간 위성 표면이 어떻게 변했는지 밝혀냈다. 두 보이저 호의 탐사를 통해 이오에서 총 9개 화산의 분화를 관측했으며 두 차례의 보이저 호 비행 사이에도 다른 분화가 일어났다는 흔적을 발견했다.
목성의 위성 유로파에서 보이저 1호가 저해상도 사진으로 촬영한 결과 수많은 교차하는 선형 지형이 발견되었다. 처음에 과학계는 이런 지형이 지각 균열이나 지반 운동으로 일어난 깊은 균열의 흔적이라고 생각했다. 하지만 보이저 2호가 위성에 접근해 고해상도 사진을 촬영한 결과, 이를 자세히 보면 뚜렷한 지형 특징이 보이지 않았으며 한 과학자는 "마치 매직펜으로 칠한 것 같은 모양"이라 어떤 원인으로 이런 지형이 생성되었는지에 대한 의문이 가중되었다. 유로파는 이오의 약 1/10 수준으로 조석 가열 현상의 영향으로 내부가 활발히 활동하고 있다. 유로파는 두께 30 km 미만의 얉은 물과 얼음으로 이루어진 지각이 있으며 그 아래 50 km 이상의 깊은 바다 위에 지각이 떠 있다고 추정된다.
보이저 2호는 목성 주변 관측 중에 목성 고리 바로 밖에서 궤도를 도는 새로운 위성인 아드라스테아와 메티스가 발견되었다. 또한 아말테아와 이오 궤도 사이를 도는 테베 위성도 발견되었다.
- 보이저 2호가 목성에 접근하던 도중 촬영한 목성의 대적점 모습
- 1979년 7월 9일, 목성 위를 이오가 지나가는 모습
- 보이저 2호가 촬영한 이오의 화산 분화 모습.
- 위성 유로파의 컬러 모자이크 사진

### 토성 탐사

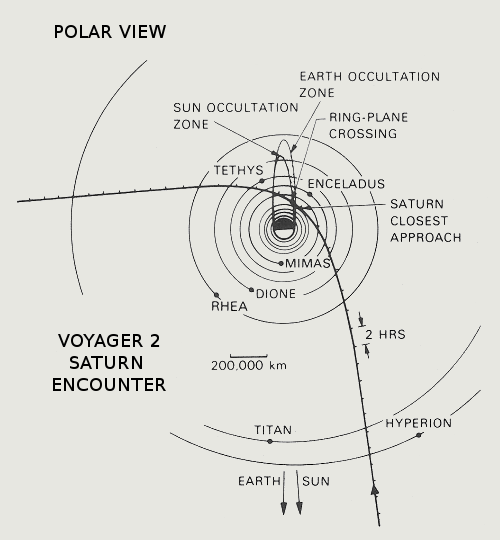
토성 주변을 지나는 보이저 2호의 궤적 지도

보이저 2호는 1981년 8월 26일 3시 24분 5초(UT)에 토성에 최근접했다. 보이저 2호가 지구에서 바라봤을 때 기준 토성 뒤쪽을 통과할 때 무선 링크 장비를 사용하여 토성 상층 대기의 온도와 압력을 조사했다. 대기 상층부의 기압은 70 밀리바 (1.0 psi)로, 기온은 82 K (−191.2 °C)로 측정했다. 대기권 안쪽 깊숙한 곳에서는 기압이 1,200 밀리바 (17 psi), 기온이 143 K (−130 °C)를 기록했다. 또한 탐사선의 관측 결과 북극은 중위도보다 기온이 약 10 °C 낮고 기압도 100 밀리바 (1.5 psi) 차이남을 발견했는데 이는 계절적인 변화 때문으로 추정된다.
토성을 근접비행한 후 보이저 2호의 스캔 플랫폼 기기가 이상이 생겨 방위 액추에이터의 작동이 멈췄다. 이 오작동으로 일부 데이터가 손실되어 탐사선의 지속적인 임무 수행에 어려움을 겪었다. 이 이상현상은 액추에이터 샤프트 베어링과 기어 윤활유 체계의 설계 결함, 부식, 이물질 축적 등 여러 원인이 복합적으로 작용했다고 밝혀졌다. 과도한 사용과 윤활유 유출도 원인이었지만 이질적 금속 반응과 샤프트의 여유공간 부족과 같은 다른 요소도 한 데 겹쳐 문제를 더욱 복잡하게 만들었다. 지상의 엔지니어는 일련의 명령을 보이저 2호에 보내 스캔 플랫폼을 기능을 재개할 수 있는 수준으로 복구하는 데 성공했다. 보이저 1호가 타이탄 근접비행에 실패했을 경우 우회하여 같이 타이탄을 방문했을 보이저 2호는 이 고장으로 궤도 변경이 이뤄지지 않아 타이탄 비행이 취소되었고 그대로 천왕성을 향해 비행했다.:94
- 보이저 2호가 근접비행할 때 촬영한 토성의 모습
- 주황 및 UV 필터를 사용해 촬영한 토성의 북극 방향 근접 사진
- 230만 km 떨어진 지점에서 관측한 토성의 위성 타이탄의 모습
- 90만 km 떨어진 지점에서 관측한 타이탄의 태양 엄폐 모습
- 토성의 고리에서 보이는 특징적인 테의 모습

### 천왕성 탐사

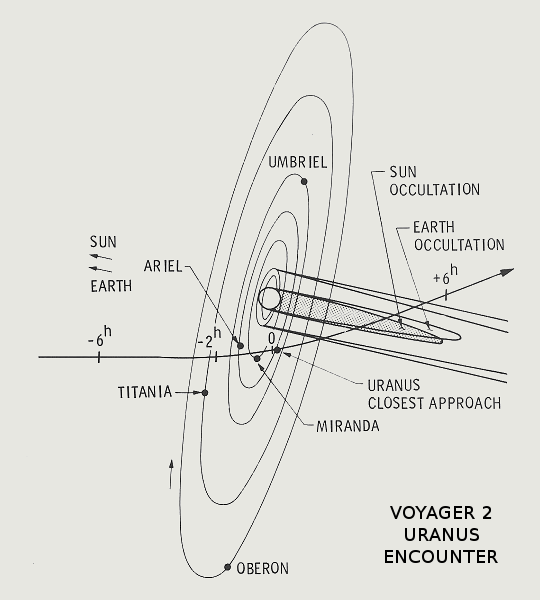
천왕성 주변을 지나는 보이저 2호의 궤적을 그린 지도

보이저 2호는 1986년 1월 24일 행성 구름 꼭대기 기준 81,500 km 안쪽까지 들어오며 최근접했다. 또한 보이저 2호는 이전까지 알려져 있지 않던 천왕성의 위성인 코르델리아, 오필리아, 비앙카, 크레시다, 데스데모나, 줄리엣, 포르티아, 로잘린드, 벨린다, 퍽, 페르디타를 처음으로 발견했다. 또한 천왕성의 97.8°라는 독특한 자전축 기울기에 따른 대기를 연구했고 자전축과 같이 기울어진 천왕성의 고리도 연구했다. 보이저 2호가 관측한 천왕성의 하루 길이는 17시간 14분이다. 천왕성은 이전까지 방문한 행성과는 달리 행성 자기장이 자전축과 일치하지 않으며, 태양으로부터 약 1천만 km 떨어진 곳에서 나선 모양의 자기꼬리가 뻗어 있음을 발견했다.
보이저 2호가 천왕성에 도착했을 때 구름 대부분이 안개층으로 덮여 있었지만 가짜색 및 대비 강화 사진을 판독한 결과 남극 주변에 동심원 모양의 구름 띠가 나타났다. 또한 이 구름띠 지역에서 다량의 자외선이 방출됨이 밝혀졌는데 이 현상을 "주광"(dayglow)라고 한다. 평균 대기 중 기온은 60 K (−213.2 °C)이다. 밝고 어두운 극과 상관없이 행성 거의 전역의 구름 꼭대기층은 비슷한 기온을 나타내고 있다.
보이저 2호의 행성 전파 천문 조사 체계 실험 결과 140개의 번개 섬광 혹은 0.9~40 MHz 주파수의 천왕성 정전기 방전(UED)을 감지했다. 이 정전기 방전은 24시간동안 천왕성의 60만 km 지역에서 감지되었으며 대부분은 보이지 않았다. 하지만 미시물리모델에 따르면 천왕성의 번개는 깊은 대류권의 물구름에서 발생하는 대류폭풍 때문에 발생한다. 이 경우 대류권 위의 두꺼운 구름층 때문에 번개가 보이지 않는다. 천왕성 번개의 전력은 약 108 W로 1×10^7 J – 2×10^7 J의 에너지를 방출하며 평균 방출 시간은 120 ms이다.
보이저 2호가 천왕성의 위성인 미란다를 근접비행해 상세한 사진을 촬영한 결과 지질학적 단층으로 만들어진 거대한 협곡이 발견되었다. 초기에 미란다가 격렬한 충격으로 산산히 부서진 사건이 발생한 이후 다시 재결합해 만들어진 지형이라는 한 가설이 있다.
보이저 2호는 이전까지 알려지지 않았던 천왕성의 고리 2개를 발견했다. 측졍 결과 천왕성의 고리는 목성과 토성의 고리와는 성질이 달랐다. 천왕성의 고리는 매우 젊으며 천왕성과 같은 시기 형성되지 않았다고 추정된다. 천왕성의 고리를 이루는 입자는 고속 충돌로 부서지거나 조석 효과로 찢어진 천왕성 위성의 잔해로 추정된다.
2020년 3월 NASA는 접근통과 기간 기록된 오래된 데이터를 분석한 후 플라스모이드라고 부르는 대형 대기중 자기폭풍이 천왕성에서 외부 우주 공간으로 방출되었음을 밝혀냈다.
- 보이저 2호가 촬영한 천왕성의 모습
- 천왕성의 초승달 형태 모습
- 13만 km 떨어진 지점에서 촬영한 위성 아리엘의 모습
- 보이저 2호가 촬영한 천왕성의 고리

### 해왕성 탐사

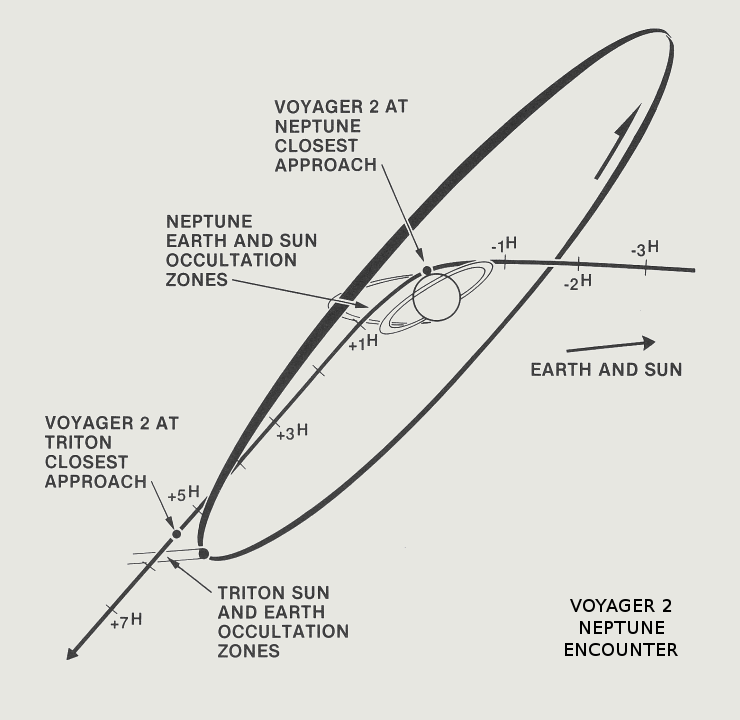
해왕성 주변을 지나는 보이저 2호의 궤적을 그린 지도

1987년 진로 수정 후 보이저 2호는 1989년 8월 25일에 해왕성에 최근접했다. 비행 관제 센터는 사전에 수행한 해왕성계를 통과하는 궤적에 대한 여러 차례의 컴퓨터 시뮬레이션을 통해 보이저 2호가 해왕성과 그 위성 트리톤을 통과하는 가장 좋은 경로를 결정했다. 트리톤이 돌고 있는 공전면이 황도면과 비교해 매우 기울어져 있는 관계로 항로 수정을 통해 보이저 2호는 해왕성의 북극 4,950 km 위쪽을 지나는 경로로 설정되었다. 보이저 2호가 해왕성에 최근접한지 5시간 후 해왕성의 가장 큰 위성인 트리톤을 40,000 km 거리로 스쳐가며 근접비행했다.
1989년 보이저 2호의 행성 전파 천문 조사 체계 실험 결과 약 60개의 번개 섬광 혹은 7×108 J 이상의 에너지를 방출하는 해왕성 정전기 방전을 관측했다. 플라스마파 체계는 자기 위도 7˚~33˚ 사이 구역에서 50 Hz~12 kHz 주파수의 전자기파 사건 16개를 관측했다. 이런 플라스마파 관측은 자기권의 암모니아 구름에서 20분동안 발생한 번개로 방출되었다고 추정된다. 보이저 2호가 해왕성에 최근접할때 플라스마파 장비는 초당 28,800장의 샘플링 속도로 해왕성 내 최초의 플라스마파를 관측했다. 여기서 측정된 플라스마의 밀도는 10–3 – 10–1 cm–3이다.
보이저 2호는 이전까지 관측되지 않았던 해왕성의 고리와 데스피나, 갈라테아, 라리사, 프로테우스, 나이아드, 탈라사 6개 위성을 발견했다. 또한 해왕성 근처를 지날 때 대흑점을 처음 발견했으며 나중에 허블 우주 망원경의 관측 결과 사라졌다. 나중에 대흑점은 행성의 고고도 메테인 구름층에 창문처럼 뚫린 일종의 투명한 기체 영역이라는 가설이 세워졌다.
- 보이저 2호가 촬영한 해왕성의 모습
- 보이저 2호가 근접비행한 지 3일 후 촬영한 해왕성과 위성 트리톤의 모습
- 해왕성 대기권 상공에 있는 기체 권운 모습
- 엄폐 상황에서 해왕성과 약 28만 km 떨어진 지점에서 촬영한 해왕성의 고리 모습
- 보이저 2호가 촬영한 위성 트리톤의 컬러 사진

## 성간 공간 임무

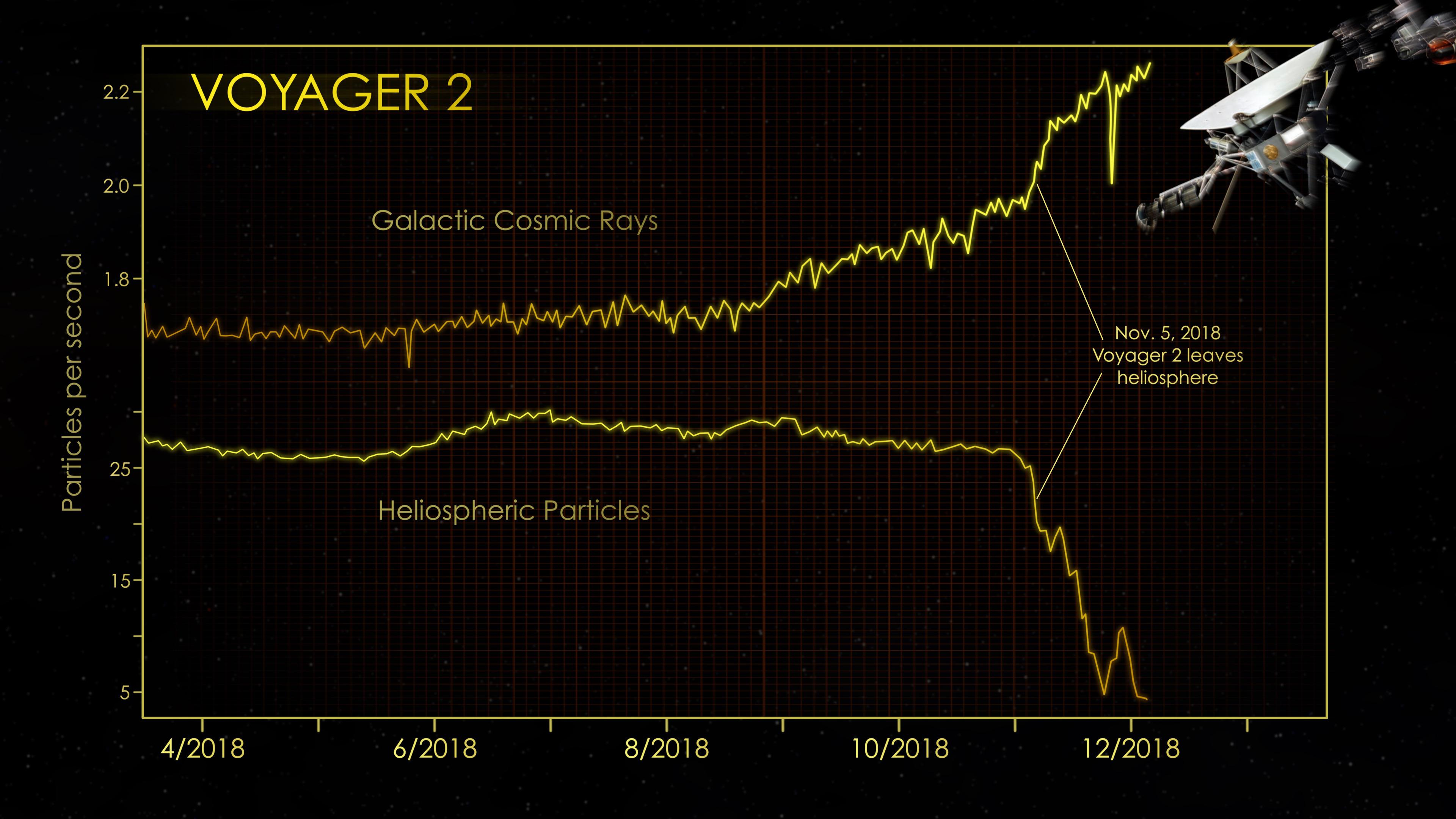
보이저 2호는 2018년 11월 5일 태양권을 탈출했다.

태양 기준 보이저 1호와 2호의 속도와 거리를 그린 그래프

행성 임무가 끝난 후 보이저 2호는 성간 임무로 전환했으며 NASA는 이를 통해 태양계의 태양권 너머가 어떤 공간인지 분석하고 있다. 2023년 9월 기준 보이저 2호는 초당 160비트의 속도로 과학 데이터를 전송하고 있다. 보이저 2호의 지속적인 원격 정보 교환에 대한 정보는 보이저 주간 데이터를 통해 살필 수 있다.

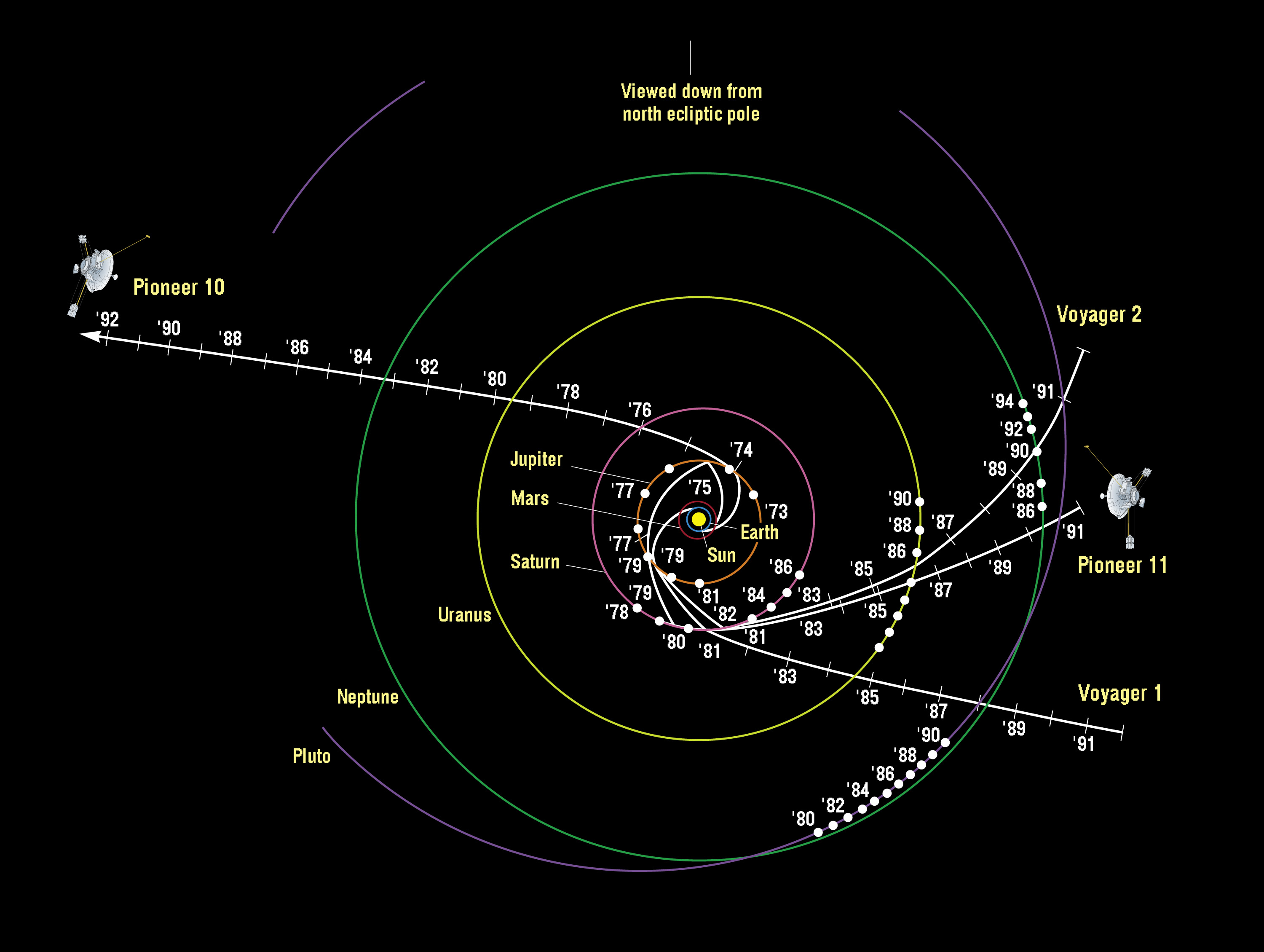
파이어니어 10호, 파이어니어 11호, 보이저 1호, 보이저 2호의 각 탐사선 궤적을 그린 NASA의 지도

1992년 보이저 2호는 최초의 원자외선 초신성인 V1974 시그니를 관측했다. 파장의 진폭이 더욱 커지면서 초신성을 자세히 연구하기 쉬워졌다.
1994년 7월에는 슈메이커-레비 9 혜성이 목성과 충돌한 영향을 관측하러 시도했다. 탐사선 위치는 충돌을 직접적으로 바라볼 수 있는 직선상에 있었고 자외선과 전파 대역에서 관측했다. 하지만 보이저 2호는 아무것도 감지하지 못했으며 계산결과 혜성 파편이 보이저 2호가 관측할 수 있는 한계 이하로 작았다.
2006년 11월 29일 보이저 2호에 원격으로 전송된 명령이 무작위 오류 때문에 우주선의 자기계 전기 히터를 켜라는 명령으로 내장 컴퓨터에 잘못 전달되었다. 이 히터는 2006년 12월 4일까지 계속 켜져 있었고 그 동안 자기게가 설계된 허용 온도보다 더 높은 130 °C 이상의 고온이 발생해 센서가 올바른 방향에서 벗어나 회전했다.
2007년 8월 30일 보이저 2호는 말단충격을 통과한 후 태양권계면에 진입했으며, 보이저 1호보다 태양에 약 16억 km 더 가까운 상태이다. 이는 심우주의 성간 자기장 때문이다. 태양계 태양권의 남반구는 자기장이 밀려 들어가는 방향이다.
2010년 4월 22일 보이저 2호가 전달하는 과학 데이터에 형식 문제가 발생했다. 2010년 5월 17일 JPL의 엔지니어는 내장 컴퓨터의 비트가 반대로 뒤집혀 문제가 발생했다고 밝혔고 5월 19일 비트 재설정을 예약했다. 5월 23일에는 보이저 2호가 뒤집힌 비트 수정 명령을 받은 후 심우주에서 다시 정상적으로 과학 데이터를 보내기 시작했다.
2013년에는 원래 보이저 2호가 2~3년 안에 성간 우주에 진입해 플라스마 분광기를 통해 성간 플라스마의 온도와 밀도를 처음으로 직접 측정할 수 있다고 기대했다. 하지만 보이저 프로젝트의 과학자인 에드워드 C. 스톤과 연구진은 성간공간에 진입했다는 핵심적인 증거인 자기장 방향의 변화에 대한 증거가 부족하다고 말했다. 결국 2018년 12월 스톤은 보이저 2호가 2018년 11월 5일 성간공간에 처음 돌입했다고 발표했다.

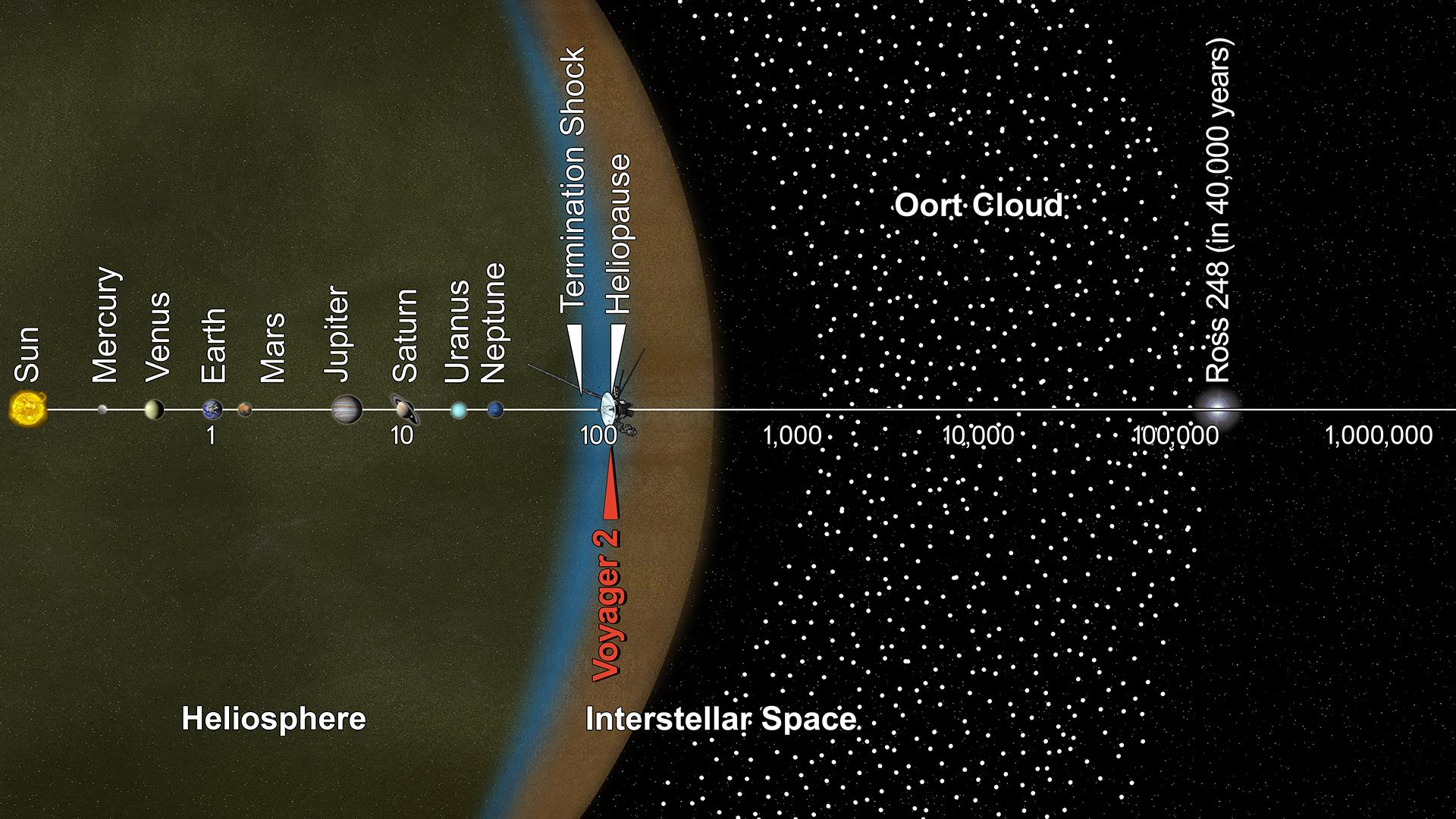
2018년 12월 기준 보이저 2호의 위치. 방대한 거리를 로그 스케일로 압축해서 표현했다. 지구는 태양으로부터 1 AU 거리이며, 토성은 10 AU, 태양권계면은 120 AU 떨어져 있다. 해왕성은 30.1 AU 떨어져 있으며 성간우주 경계는 해왕성보다 태양으로부터 약 4배 더 떨어져 있다.

심우주 통신망의 보수 작업으로 2020년에 8개월 동안 탐사선과 외부 통신이 끊겼다. 11월 2일 보수를 마친 후 보이저 2호에 일련의 명령을 보낸 후 명령을 잘 수행했다는 성공적 통신 메시지를 받는 데 성공하면서 교신이 재개되었다. 2021년 2월 12일에는 1년이 소요된 지상국 안테나 업그레이드 작업이 완료된 후 전체 통신이 복구되었다.
2020년 10월 천문학계는 보이저 1호와 2호가 감지한 태양계 너머 공간에서 예상치 못한 플라스마 밀도의 급격한 증가를 관측했다. 연구진에 따르면 이는 "밀도구배가 일반적인 태양권 끄트머리의 방향에서 대규모의 VLISM(극국지성 성간매질)을 보인다"고 말했다.
2023년 7월 18일 보이저 2호가 파이어니어 10호를 추월하면서 태양계에서 2번째로 먼 우주선으로 기록되었다.
2023년 7월 21일 프로그래밍 오류로 보이저 2호의 고이득 안테나가 지구에서 2° 떨어진 방향으로 움직여 우주선과의 통신이 끊겼다. 8월 1일까지 탐사선의 여러 반송파 신호가 심우주 통신망의 여러 안테나에 감지되었다. 8월 4일에는 캔버라 안테나에서 보낸 고출력의 "신호"를 통해 우주선이 안테나를 지구 방향으로 바꾸도록 명령하는데 성공해 통신 문제를 해결했다. 이와 같은 문제를 막기 위해 안전조치로 10월 15일 탐사선은 통신이 끊긴 경우 지구로 바로 향하도록 방향을 자율적으로 재설정하도록 프로그래밍되었다.

## 미래 탐사
| 탐사선          | 속도 ({\displaystyle v_{\infty }}) |
| --------------- | ---------------------------------- |
| 파이어니어 10호 | 11.8 km/s (2.49 au/년)             |
| 파이어니어 11호 | 11.1 km/s (2.34 au/년)             |
| 보이저 1호      | 16.9 km/s (3.57 au/년)             |
| 보이저 2호      | 15.2 km/s (3.21 au/년)             |
| 뉴 허라이즌스   | 12.6 km/s (2.66 au/년)             |

### 남은 수명
RTG에서 나오는 전력이 점점 감소함에 따라 탐사선 내에 있는 여러 과학 기기가 하나씩 작동을 정지했다. 보이저 2호에서 처음으로 꺼진 장비는 1991년 꺼진 광학편광계(PPS)로 이를 통해 1.2 와트의 전력을 절약했다.
| 연도     | 사용 가능한 전력 제한으로 인한 특정 기기 종료                                                                                               |
| -------- | --- |
| 1998년   | 스캔 플랫폼 및 UVS 작동 중단 |
| 2007년   | 디지털 테이프 레코더(DTR)가 작동을 중단함(2002년 6월 30일 플라스마파 하위 체계(PWS)의 고파형 수신기 고장으로 더 이상 필요하지 않게 되었다.) |
| 2008년   | 행성 전파 천문 조사 체계(PRA)가 작동을 중단함                                                                                               |
| 2019년   | CRS 히터가 작동을 중단함 |
| 2021년   | T저에너지 하전 입자 기기의 히터가 꺼짐 |
| 2023년   | 과학 기기 작동을 유지하기 위해 전압 조정기에서 소프트웨어 업데이트를 설치함                                                                 |
| 2024년   | 플라스마 분광계(PLS)가 꺼짐 |
| 2030년경 | 어떤 과학 장비도 작동할 수 없을 정도로 전력이 부족해진다.                                                                                   |
| 2036년   | 심우주 통신망의 통신 범위를 벗어난다. |

### 방향 추진기에 대한 우려
우주선의 자세를 제어하고 고이득 안테나를 지구 방향으로 향하게 하는데 중요한 일부 우주선 추진기는 하이드라진 관의 막힘 문제로 사용이 중단되었다. JPL의 보이저 계획 팀장인 수잔 도드(Suzanne Dodd)는 《아르스 테크니카》와의 인터뷰에서 이 탐사선은 더 이상 추진기 예비 체계가 없으며 "탑재된 모든 것이 한 가지로만 남아 있다"고 말했다. 이에 따라 NASA는 하이드라진 관이 막히는 속도를 줄이기 위해 우주선 내 컴퓨터 소프트웨어를 수정하기로 결정했다. NASA는 수정한 소프트웨어 코드를 지구와 더 가까운 보이저 2호에 먼저 보낸 후 보이저 1호에도 배포하기로 결정했다.
2024년 9월 NASA는 "추진기 교체"를 수행해 막힌 추진체들 대신 2018년 이후 사용하지 않던 덜 막힌 추진체로 교체했다.

### 먼 미래
보이저 2호는 발사 48년이 지난 2020년대 중반까지 약한 무선 메시지를 계속 전송한다고 예상된다. NASA는 "보이저 호는 은하수를 떠돌 운명이다"라고 말했다.
보이저 2호는 현재 특정한 별을 향해 가고 있지 않다. 가장 가까운 별과는 4.2광년 떨어져 있으며 탐사선은 현재 15.341 km/s의 속도로 이동중인데 이는 1광년을 이동하는 동안 19,541년이 걸린다는 뜻이고 이 동안 다른 별도 크게 움직인다. 약 42,000년 후 보이저 2호는 현재 지구로부터 10.30광년 떨어진 별인 로스 248과 1.7광년 거리까지 접근한다. 296,000년 이후까지 방해받지 않고 직진한다면 보이저 2호는 지구로부터 8.6광년 떨어진 별인 시리우스를 지날 것이다.

## 금제 음반

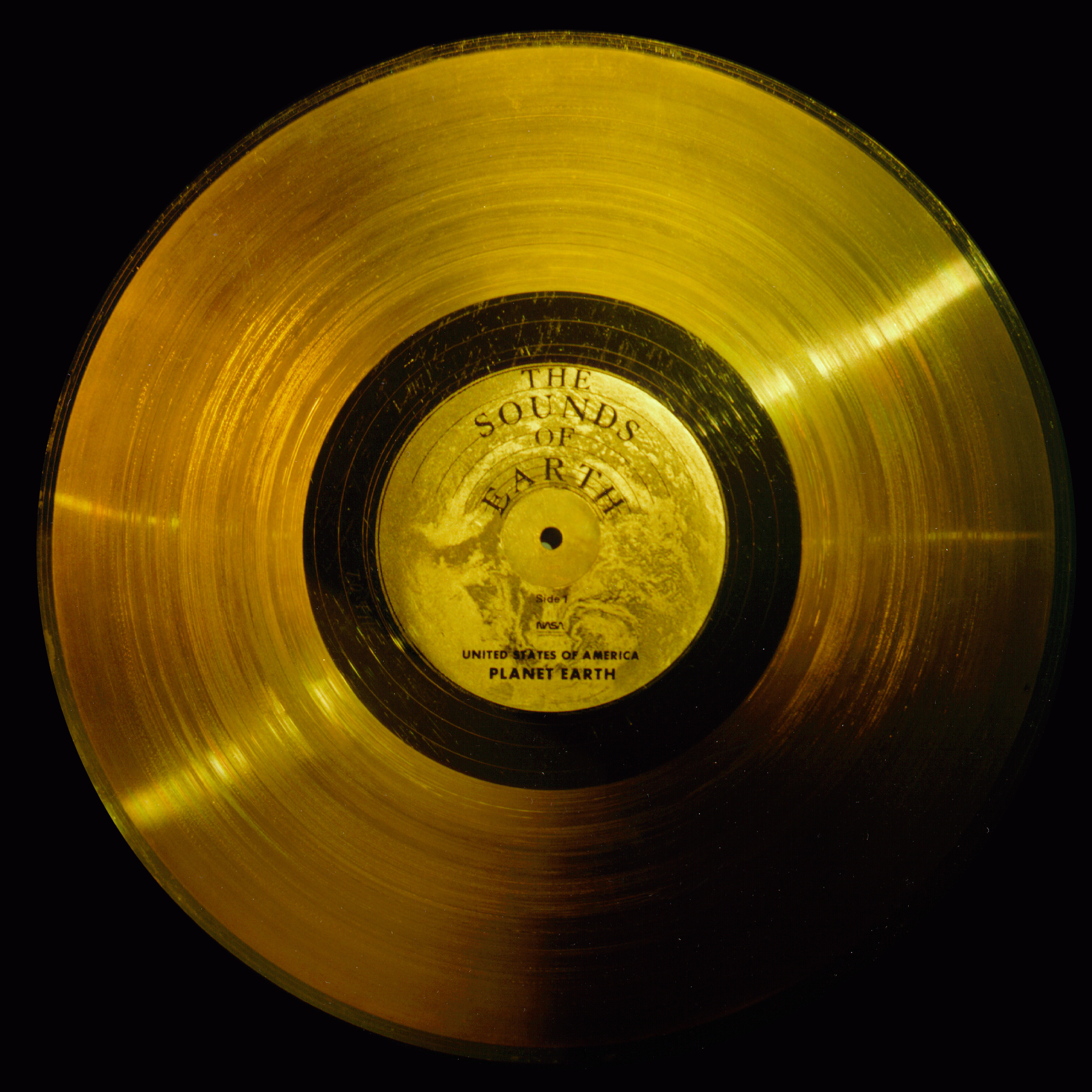
보이저 금제 음반의 모습

두 보이저 탐사선 모두 외계 행성의 다른 외계인이 발견했을 때 지구상의 생명체와 다양한 문화를 보여주기 위해 금도금된 축음기 음반을 탑재했다. 칼 세이건과 티모시 페리스를 포함한 팀 지휘 아래 만들어진 이 음반에는 지구와 그 생명체의 사진, 다양한 과학 정보, 유엔 사무총장(쿠르트 발트하임)과 미국 대통령(지미 카터) 등의 인사말, 고래 소리, 아기 울음소리, 해변의 부서지는 파도 소리와 같은 "지구의 소리", 볼프강 아마데우스 모차르트, 블라인드 윌리 존슨, 척 베리, 발랴 발칸스카 등을 포함한 여러 문화와 시대를 아우르는 음악 모음집 등의 녹음이 포함되어 있다. 동서양 고전 뿐 아니라 전 세계의 토착 음악과 민속 음악 공연도 포함되어 있다.또한 음반 안에는 55개의 언어로 된 여러 언어의 인사말도 있다. 이 프로젝트는 지구상 생명체의 풍요로움을 알려주고 인간의 창의성과 우주를 이어지러는 열망을 보여주기 위해 만들어졌다.

## 같이 보기
- 〈가족 사진〉
- 《더 파데스트》- 2017년 만들어진 보이저 계획에 대한 다큐멘터리 영화
- 태양계를 벗어난 인조물 목록
- 외행성 임무 목록
- 뉴 허라이즌스
- 파이어니어 10호
- 파이어니어 11호
- 인공위성 및 우주 탐사선 연표
- 보이저 1호

## 추가 읽기
- “Saturn Science Results”. 《Voyager Science Results at Saturn》. 2005년 2월 8일에 확인함.
- “Uranus Science Results”. 《Voyager Science Results at Uranus》. 2005년 2월 8일에 확인함.
- Nardo, Don (2002). Neptune. Thomson Gale. ISBN 0-7377-1001-2
- JPL Voyager Telecom Manual